# Mariano Nicolás García
Mariano Nicolás García (Cartagena, 2 de abril de 1932-Madrid, 15 de julio de 2001) fue un abogado y político español durante la dictadura franquista y la Transición.

## Biografía
Miembro del Frente de Juventudes de la Falange Española Tradicionalista y de las JONS, se formó en la escuela de jefes del Sindicato Español Universitario (SEU) y fue jefe del SEU en el distrito de Murcia, donde estudió Derecho. Le fue otorgado un Víctor de Oro del SEU: (1957) reservado a los estudiantes "ejemplares", normalmente falangistas. En 1958 fue nombrado el Secretario Nacional del SEU.
Fue consejero de Enseñanza del Movimiento Nacional, lo que le fue muy útil cuando fue gobernador civil en su ascenso.
A partir de 1963 fue gobernador civil de Cuenca, Tenerife desde 1966, Alicante de 1969 hasta 1973, Córdoba hasta 1976 y después Valencia. Supo vincular el Gobierno Civil a las delegaciones de Educación, de tal manera que las convirtió en auténticos "órganos de información" acerca del profesorado y los alumnos.
En 1968 fue responsable de la Delegación Nacional del Frente de Juventudes.
Tras la muerte de Franco, fue nombrado Director Gral de Seguridad del Estado por su camarada Rodolfo Martín Villa de 1976 a 1979, dentro de la Unión de Centro Democrático. En el año 1980 siendo delegado del Gobierno en Telefónica, fue nombrado gobernador civil de Madrid, siéndolo durante el golpe de Estado del 23 de febrero de 1981 (el conocido como 23F).
Durante la dictadura franquista, fue nombrado comendador con placa de la Orden de Cisneros, comendador con placa de la Orden Imperial del Yugo y las Flechas, y se le concedió además la Cruz del Mérito Militar y la gran cruz de la Orden del Mérito Civil.
Murió en accidente de tráfico junto a su esposa el 15 de julio de 2001.